# Герб міста Городища (Україна)
Герб Городи́ща — офіційний символ міста Городища Черкаської області затверджений рішенням № 9-4/4 9-ї сесії міської Ради від 18 вересня 2003 року.

## Опис
Щит перетятий перекинуто-щипцеподібно (перекинуто-двохсхилоподібно) лазурним кольором і сріблом, мурованим чорними швами. В верхній частині щита золота ліра з золотими струнами. В нижній частині щита два червоних щитка, які нахилені до середини щита і стикаються верхніми частинами:
- правий щиток обтяжений покладеними навхрест золотою шаблею вістрям вниз і золотою стрілою вістрям вверх;
- лівий щиток обтяжений золотим овальним щитком, обтяженим в свою чергу укороченим довгим червоним хрестом.

Щит увінчаний срібною міською короною з трьома зубцями і обрамлений по горонам — справа віхтиком стебел пшениці з колоссям і листями натурального кольору, зліва — стеблом квітучої мальви з червоними квітками.
Стебла пшениці і мальви обвиті срібною стрічкою з написом в її нижній частині червоними буквами «ГОРОДИЩЕ».